# Ilha Grande (ö i Brasilien, Rio de Janeiro)
Ilha Grande är en ö i Brasilien.   Den ligger i delstaten Rio de Janeiro, i den sydöstra delen av landet, 900 km söder om huvudstaden Brasília. Arean är 193 kvadratkilometer.
Terrängen på Ilha Grande är kuperad. Öns högsta punkt är 1 014 meter över havet. Den sträcker sig 15,9 kilometer i nord-sydlig riktning, och 29,5 kilometer i öst-västlig riktning.
Runt Ilha Grande är det ganska glesbefolkat, med 28 invånare per kvadratkilometer.